# 澳門媽祖文化村
媽祖文化村（葡語：Aldeia Cultural de A-Má），是建於澳門路環島疊石塘山上的宮殿建築群及旅遊景點，由澳門中華媽祖基金會斥資興建，於2003年建成，佔地6200平方米，為澳門最大型之廟宇群。建築群内建有全球最高的媽祖石雕像，該雕像亦為中葡友好紀念物的其中之一。

## 歷史
1999年，興建巨型媽祖石像。
2001年5月，開始興建媽祖文化村。
2002年5月，首期工程（石牌坊建築物）建成。
2003年10月4日，媽祖文化村内的澳門天后宮建成。

## 區域
整個媽祖文化村可分為以下區域：
- 媽祖石雕像
- 天后宮建築群（包括祭壇、天后聖殿、觀音殿梳妝樓、施琅將軍殿、南北長廊及太歲殿）
- 寶鼎廣場

## 建築特色

### 天后聖殿
天后宮大殿為木石結構，屋頂為金色的琉璃瓦配以古閩南建築特色之一的燕尾大脊，脊頂建有「雙龍護塔」形態的彩瓷。門面則裝有繪有吉祥圖案之絳紅圓扇門窗。殿内供奉一尊高3.8米、寬2.1米之媽祖坐像。

### 媽祖像
該媽祖像精選了北京房山漢白玉雕製造而成，高19.99米，重1000噸，由雕刻家梁晚年設計，耗資870萬元，由120位石雕工匠歷時八個月建成，是目前世界上最高的媽祖雕像。

## 文化活動
媽祖文化村是每年澳門媽祖文化旅遊節之主要舉行場地，並設有各式大型祭祀活動。

## 相關資訊
- 開放時間：每日上午9時 至 下午6時
- 入場費：免費

### 交通
澳門中華媽祖基金會原本提供免費穿梭巴士服務來往路環疊石塘山下的石牌坊停車場及天后宮，但現因財政及新冠疫情等問題已取消該服務。

## 事件
2017年颱風天鴿吹襲澳門，媽祖文化村損毀嚴重，宮殿外圍的裝飾剝落，殿內的擺設、寶鼎廣場上重達7000公斤的寶鼎皆被吹倒，惟媽祖石雕像仍完好無缺。

## 外部連結
- 澳門媽祖文化村於澳門特別行政區政府旅遊局的頁面 （页面存档备份，存于）
- 澳門媽祖文化村於澳門中華媽祖基金會的頁面 （页面存档备份，存于）